# Danique Kerkdijk
Danique Kerkdijk est une footballeuse néerlandaise née le 1er mai 1996. Elle fait partie de l'équipe nationale des Pays-Bas et évolue au poste de défenseur au FC Twente.

## Biographie
Elle commence sa carrière dans le club amateur du sv Overwetering, avant de rejoindre la division junior du FC Twente.
En juin 2014 , elle signe un contrat pour rejoindre l’équipe première du FC Twente. 
Le 15 juin 2017, elle signe à Bristol.
Le 1er juillet 2019, elle rejoint Brighton.

## Palmarès

### En sélection
Pays-Bas -19 ans :
- Vainqueur du Championnat d'Europe des moins de 19 ans en 2014

### En club
FC Twente :
- Vainqueur du Championnat de Belgique et des Pays-Bas (D1) en 2014
- Vainqueur du Championnat des Pays-Bas (D1) en 2015
- Vainqueur de la Coupe des Pays-Bas en 2015